# Lange Anna
Lange Anna, toponyme allemand signifiant littéralement en français « Grande Anna » ou « Haute Anna », est un stack d'Allemagne situé à l'extrémité occidentale de l'île de Heligoland. D'une hauteur de 47 mètres, il est formé de grès bigarré datant du Trias. Le rocher était autrefois appelé Hengst ou Mönch.
Son ascension est interdite mais il constitue cependant un site touristique fréquenté.

Vue de Lange Anna au bout des falaises de Heligoland.